# Strútur (berg i Island, Västlandet)

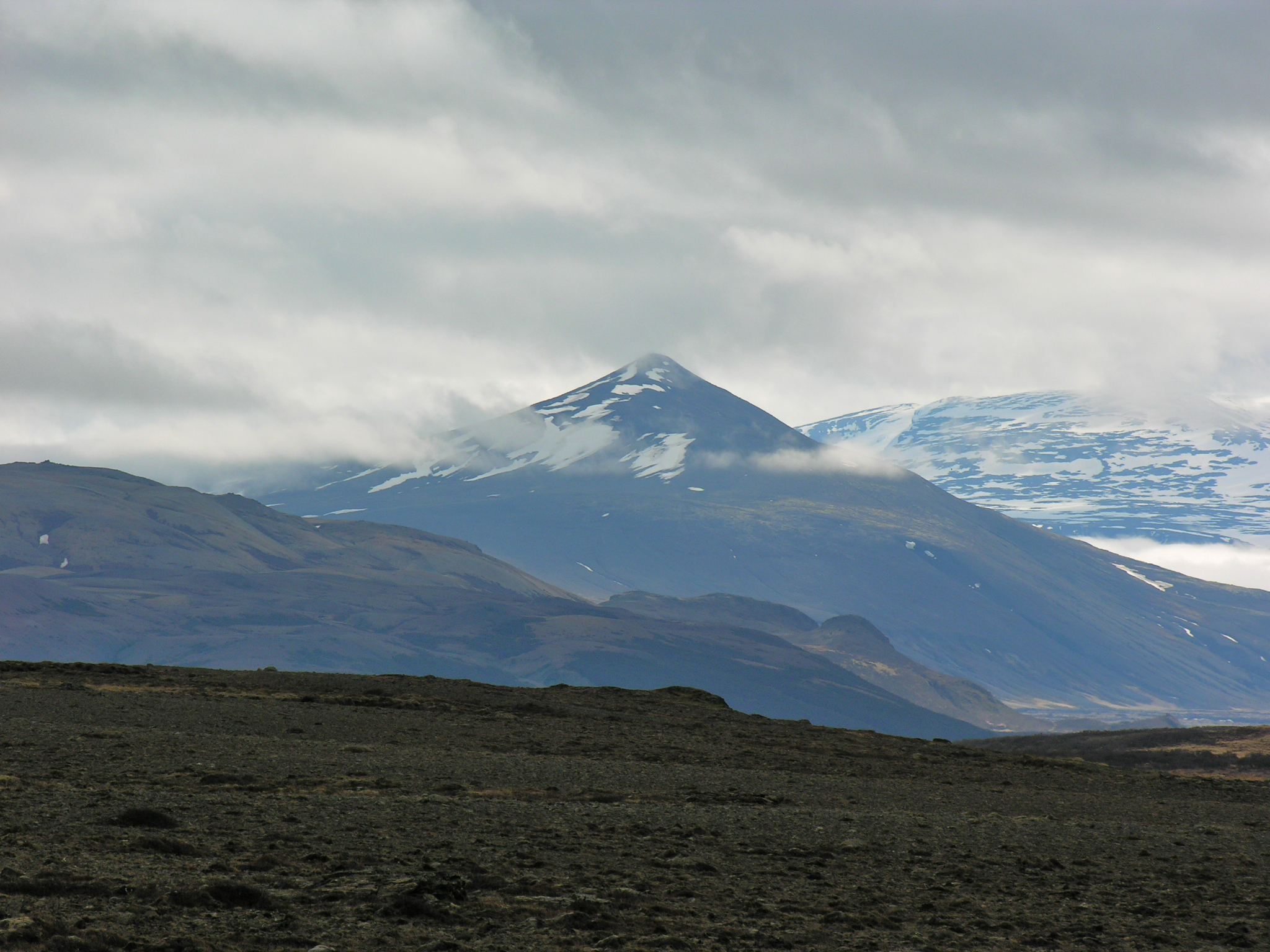
Strútur.

Strútur är ett berg i republiken Island. Det ligger i regionen Västlandet, 90 km nordost om huvudstaden Reykjavík. Toppen på Strútur är 937 meter över havet.
Trakten runt Strútur är nära nog obefolkad, med mindre än två invånare per kvadratkilometer. Det finns inga samhällen i närheten. Trakten runt Strútur består i huvudsak av gräsmarker.